# Pogoń Ruda Śląska
Klub Sportowy Pogoń Ruda Śląska – klub sportowy z Rudy Śląskiej.

## Historia
Klub sportowy został założony w 1920. Przez pierwsze lata działał pod nazwą Siła, w połowie lat trzydziestych wielosekcyjny klub został przemianowany na Pogoń.

## Sekcje
Sekcja koszykarska powstała w 1951. Przez wiele lat koszykarze grali w niższych klasach rozgrywkowych, po raz pierwszy do drugiej ligi awansowali dopiero w 1981. Awans do ekstraklasy przyszedł w następnej dekadzie – po raz pierwszy w najwyższej klasie rozgrywkowej Pogoń wystąpiła w sezonie 1995–1996. Wśród najlepszych utrzymywała się przez 7 lat, występy w ekstraklasie zakończyła w 2002, obecnie w III lidze (sezon 2024/2025).
Pogoń prowadzi także sekcję zapaśniczą i piłkarską.

## Wychowankowie
- Piotr Langosz
- Andrzej Pluta
- Janusz Klimek
- Marcin Baszczyński
- Adam Fiedler
- Krzysztof Morawiec
- Wojciech Żurawski